# Фредді Зауер
Фредді Зауер (англ. Freddie Sauer; нар. 2 серпня 1961) — колишній південноафриканський тенісист.
Найвищу одиночну позицію світового рейтингу — 134 місце досяг 3 січня 1983, парну — 79 місце — 3 січня 1983 року.
Найвищим досягненням на турнірах Великого шолома було 2 коло в одиночному та парному розрядах.

## Фінали за кар'єру

### Парний розряд: 1 (0–1)
| Результат | W/L | Дата     | Турнір      | Покриття | Партнер             | Суперники                 | Рахунок  |
| --------- | --- | -------- | ----------- | -------- | ------------------- | ------------------------- | -------- |
| Поразка   | 0–1 | Лип 1982 | Бостон, США | Ґрунт    | Схалк ван дер Мерве | Стів Мейстер Крейг Віттус | 2–6, 3–6 |

## Титули на челленджерах

### Парний розряд: (1)
| Ранг | Рік  | Турнір            | Покриття | Партнер             | Суперники               | Рахунок  |
| ---- | ---- | ----------------- | -------- | ------------------- | ----------------------- | -------- |
| 1.   | 1982 | Йоганнесбург, ПАР | Тверде   | Схалк ван дер Мерве | Тіан Вільюн Дані Віссер | 6–2, 6–1 |